# Roerpropeller

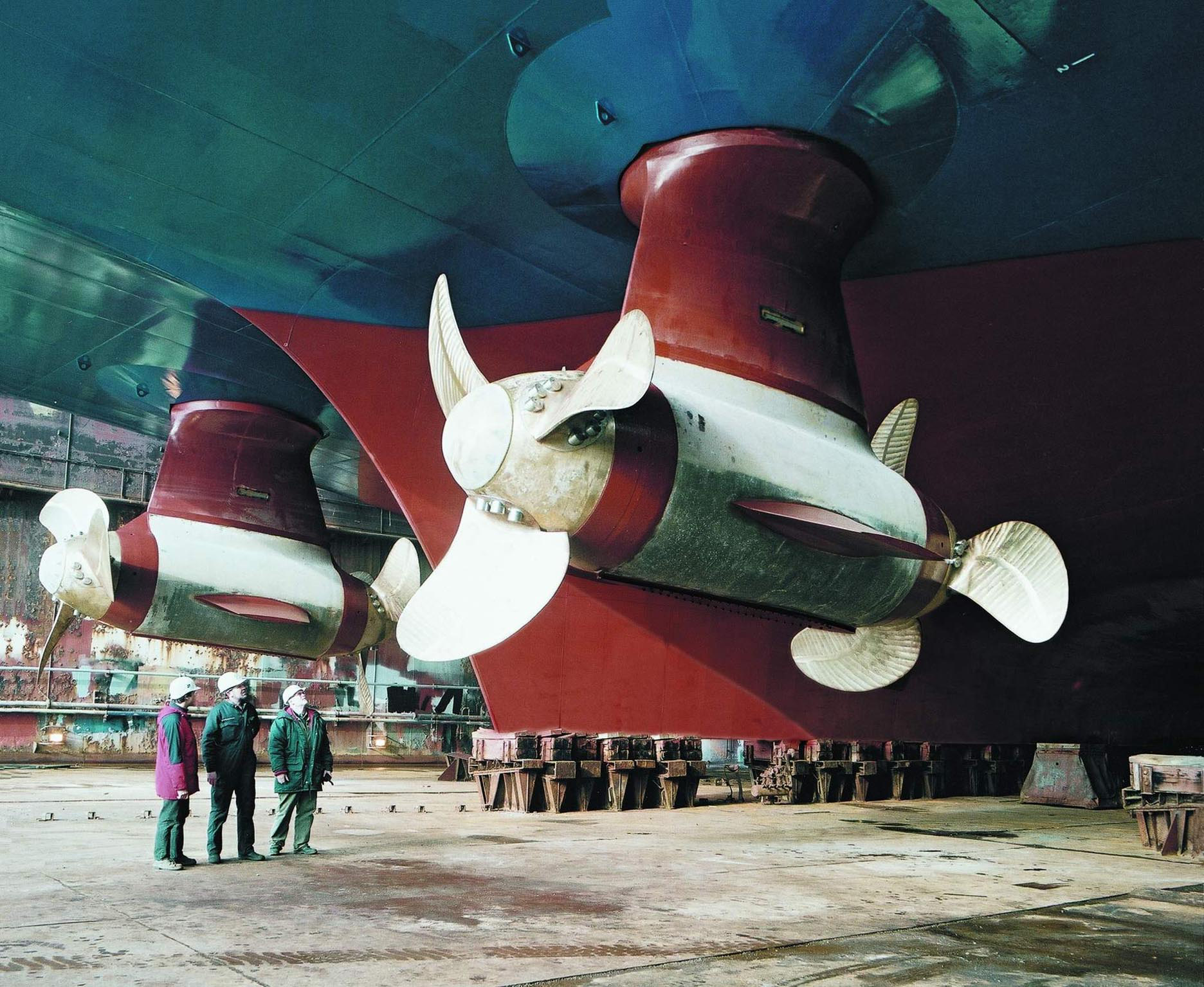
Siemens Schottel roerpropellers met verstelbare contra-roterende schroeven.

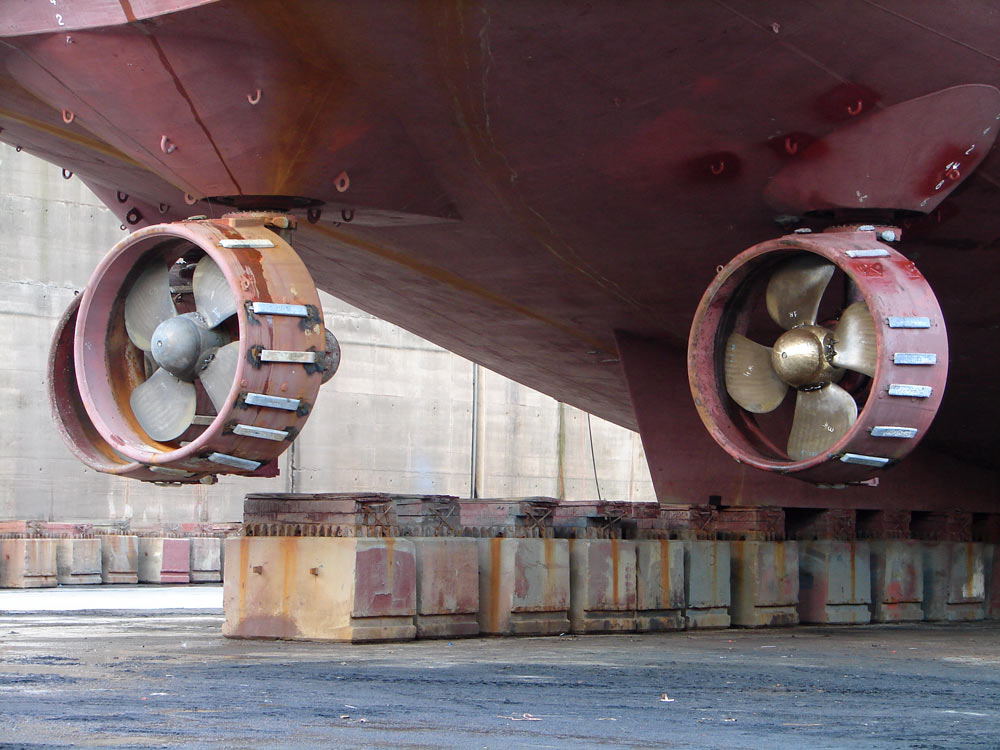
De Acergy Discovery met drie roerpropellers met verstelbare schroeven en straalbuizen.

Een roerpropeller (en: azimuth thruster) is een speciaal soort scheepsschroef. De schroef zit in een speciale behuizing ("pod") onder het schip. Aangezien de behuizing zelf 360° geroteerd kan worden, is een conventioneel roer niet nodig en is het schip beter manoeuvreerbaar. Om de efficiëntie te vergroten wordt vaak gebruikgemaakt van straalbuizen. Deze techniek nam een enorm hoge vlucht door de vooruitgang in de vermogenselektronica. Bij gewone roerpropellers is de elektromotor buiten de behuizing geplaatst, maar bij een aantal types zoals de azipod van ABB is deze in de behuizing geplaatst.

## Geschiedenis
Zogenaamde Z-drives en L-drives worden al sinds de jaren vijftig gebruikt bij relatief kleine schepen, zoals sleepboten en veerboten vanwege de grote manoeuvreerbaarheid. Met de introductie van de thyristor werd het mogelijk om het toerental van draaistroommotoren traploos te regelen, waardoor diesel-elektrische voortstuwing veel aantrekkelijker werd. Aangezien een draaistroommotor kleiner gebouwd kan worden dan een gelijkstroommotor, kon er een veel groter vermogen geïnstalleerd worden. Hierdoor was het ook bruikbaar als voortstuwing voor grotere schepen. In 1990 werd door ABB de eerste azimuth thruster met ingebouwde elektromotor geplaatst op de Seili.
Aanvankelijk werden roerpropellers vooral toegepast op cruiseschepen en shuttle tankers waarbij manoeuvreerbaarheid belangrijk is. Tegenwoordig worden steeds meer schepen van deze voortstuwing voorzien. Roerpropellers worden het meest gebruikt op schepen die zijn uitgerust met dynamic positioning. De efficiëntie is door de behuizing minder dan die van een conventionele schroef en de techniek is gecompliceerder, zodat schepen als tankers en bulkcarriers er niet mee worden uitgerust.

## Voordelen
- Compact. Zeker bij een diesel-elektrisch bedrijf is de plaatsing van de dieselmotor geheel onafhankelijk. Hierdoor hoeft geen gebruik te worden gemaakt van een lange schroefas.
- Geen roer. Hierdoor kunnen de schroeven verder naar achteren geplaatst worden. Verder treedt er extra weerstand op tijdens het sturen met behulp van een roer, wat niet optreedt met een azimuth thruster.
- Ontwerpvrijheid. De thrusters zijn niet gebonden aan een specifieke plek. Ze kunnen overal geplaatst worden, wat de manoeuvreerbaarheid ten goede komt. Hierdoor zijn ze zeer geschikt voor dynamic positioning.
- Het is mogelijk om contraroterende schroeven te plaatsen, wat de efficiëntie verhoogt.[3]

## Varianten
Er zijn drie belangrijke varianten, gebaseerd op de locatie van de motor:
1. Mechanische transmissie. Hierbij is de motor in het schip geplaatst. Het vermogen wordt overgebracht naar de schroef door middel van een tandwieloverbrenging. De motor kan een dieselmotor zijn, of een elektromotor die gevoed wordt door een generator elders in het schip.
2. Elektrische overbrenging, oftewel dieselelektrisch, waarbij de elektromotor in de behuizing zelf geplaatst is, zodat deze zonder gebruik te maken van tandwielkasten direct aan de schroef gekoppeld kan worden.
3. Hydraulische overbrenging, waarbij de schroef met behulp van een hydraulische motor aangedreven, die zelf weer wordt aangedreven door een pomp die in het schip geplaatst is. Deze variant komt men tegenwoordig bijna niet meer tegen. Hydrauliek wordt wel veel gebruikt om de behuizing zelf te roteren.

Een indeling naar bouwwijze is ook mogelijk.
1. Standaard Thruster voor beunmontage. Deze wordt in een behuizing in de scheepsromp geplaatst.
2. Intrekbare roerpropeller of Retractable Thruster. In ingetrokken toestand kan deze veelal als boegschroef worden toegepast.
3. De Shallow Draught Thruster voor gebruik in ondiep water.
4. De Deck Unit; een Thruster met geïntegreerde motor, die zich in een behuizing bevindt, die op het dek geplaatst wordt. De schroef bevindt zich aan een staartstuk in het water
5. De underwatermount en top-pull out versie